# أقليات العراق
الأقليات في العراق تشمل مختلف الجماعات العرقية والدينية. الأكراد والآشوريين (المعروف أيضا باسم الكلدان الآشوريين)، والتركمان العراقيين يمثلون أكبر ثلاث الأقليات غير العربية في البلاد. غيرها من الجماعات العرقية الصغيرة تشمل الأرمن، والغجر، الشبك ، اليزيدية ، الصابئة ، Mhallami والشركس والفرس. وهناك أيضا الفلسطينية الصغيرة والأقليات الشيشانية، وأعداد صغيرة من والبدو الإيرانيين واليهود والأذربيجانيين والجورجيين.
وتشمل الجماعات الدينية من العرب السنة والمسيحيين والصابئة واليهود العراقية واليزيديين ، Yarsan والشبك والزرادشتيين والبهائيين.
بعض الجماعات على حد سواء الأقليات الدينية والعرقية ، وهذه هي الآشوريين والصابئة واليزيديين والشبك والأرمن ، والغجر ، Yarsan الكردية ، Mhallami واليهود، فضلا عن أعداد صغيرة من الأكراد والتركمان المسيحيين.
هذه المجموعات لم تتمتع بوضع متساو مع غالبية السكان العرب في جميع أنحاء تاريخ العراق في العام خمسة وثمانين. مثل المسلمين الشيعة وحكم حزب البعث العربي الاشتراكي بشدة هذه الأقليات المضطهدة خلال حكمها للعراق. تحت حكم البعث ، والعراق ، على الرغم من كونها واحدة من أكثر البلدان المتعددة الأعراق والديانات في الشرق الأدنى ، واضطر هذه الجماعات إلى إنكار هويتهم تحت حكم البعث ، وخاصة في ظل صدام حسين عملية التعريب. حالة الأكراد ، ومع ذلك ، قد تغير منذ سقوط حزب البعث.